# J.L. Hooglandgemaal
Het J.L. Hooglandgemaal is een elektrisch gemaal in Stavoren in de Nederlandse provincie Friesland.
Het bouwwerk uit 1966 met een gebogen dak werd gebouwd naar ontwerp van architect Piet de Vries. In de hal staan vier horizontale schroefpompen. Het gemaal loost het water vanuit het Johan Frisokanaal, als deel van de Friese boezem, op het IJsselmeer. Op 10 mei 1967 werd het gemaal officieel geopend. Het is gelegen ten zuiden van de Johan Frisosluis. In 2011 werd na een grondige renovatie de totale capaciteit met meer dan twintig procent verhoogd tot 7340 m³ per minuut.
Het Hooglandgemaal nam de taak over van het ir. D.F. Woudagemaal te Lemmer, dat nu alleen nog bij zeer hoge waterstanden hoeft bij te springen om water vanuit de Friese boezem op het IJsselmeer te lozen.
Nadat het gebouw in 2013 op de lijst van het beschermingsprogramma Wederopbouw 1959-1965 was gezet, werd het in 2015 als beschermd rijksmonument aangewezen.
Het gemaal is genoemd naar PvdA-politicus Jan Hoogland.

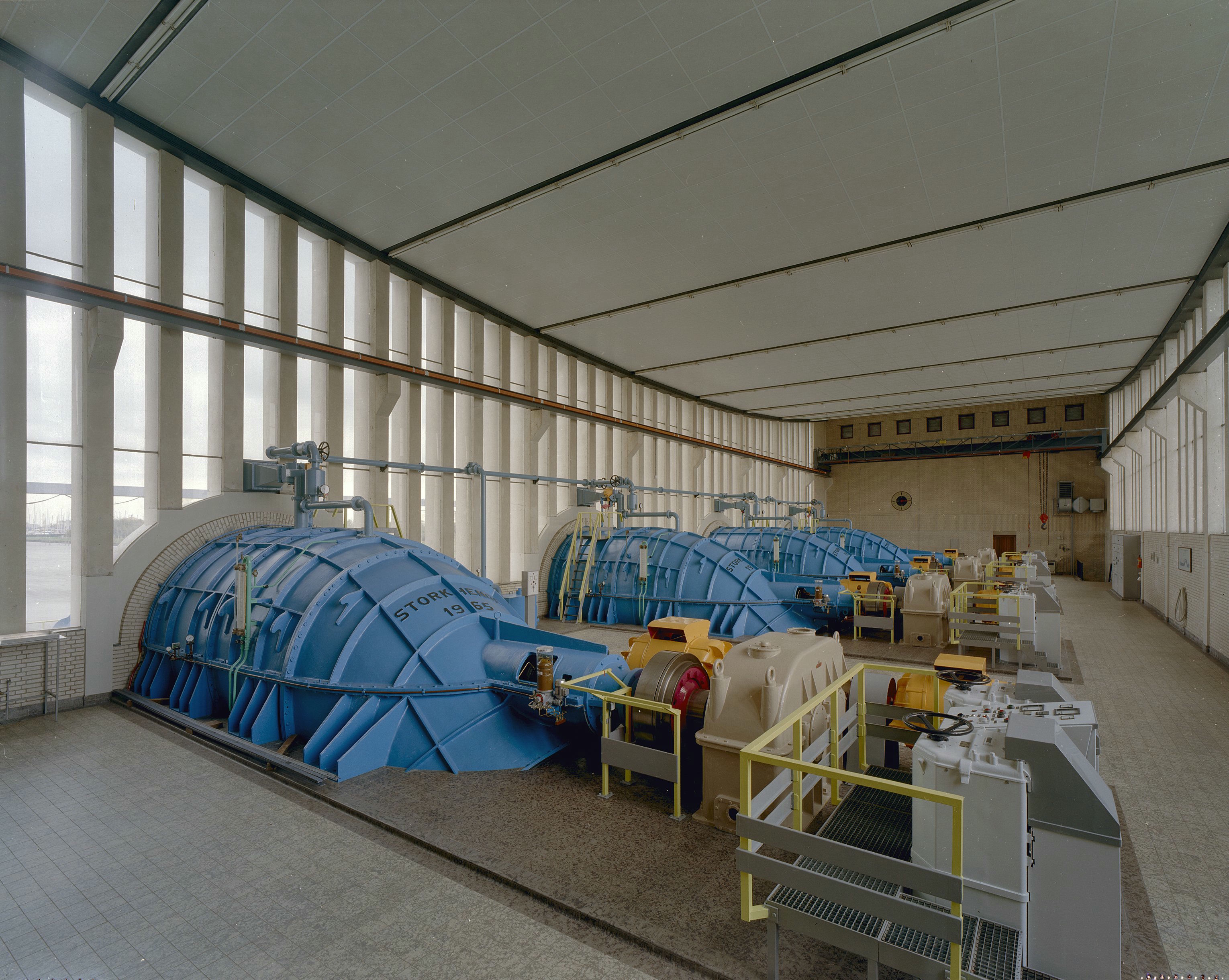
Interieur met schroefpompen (2001)
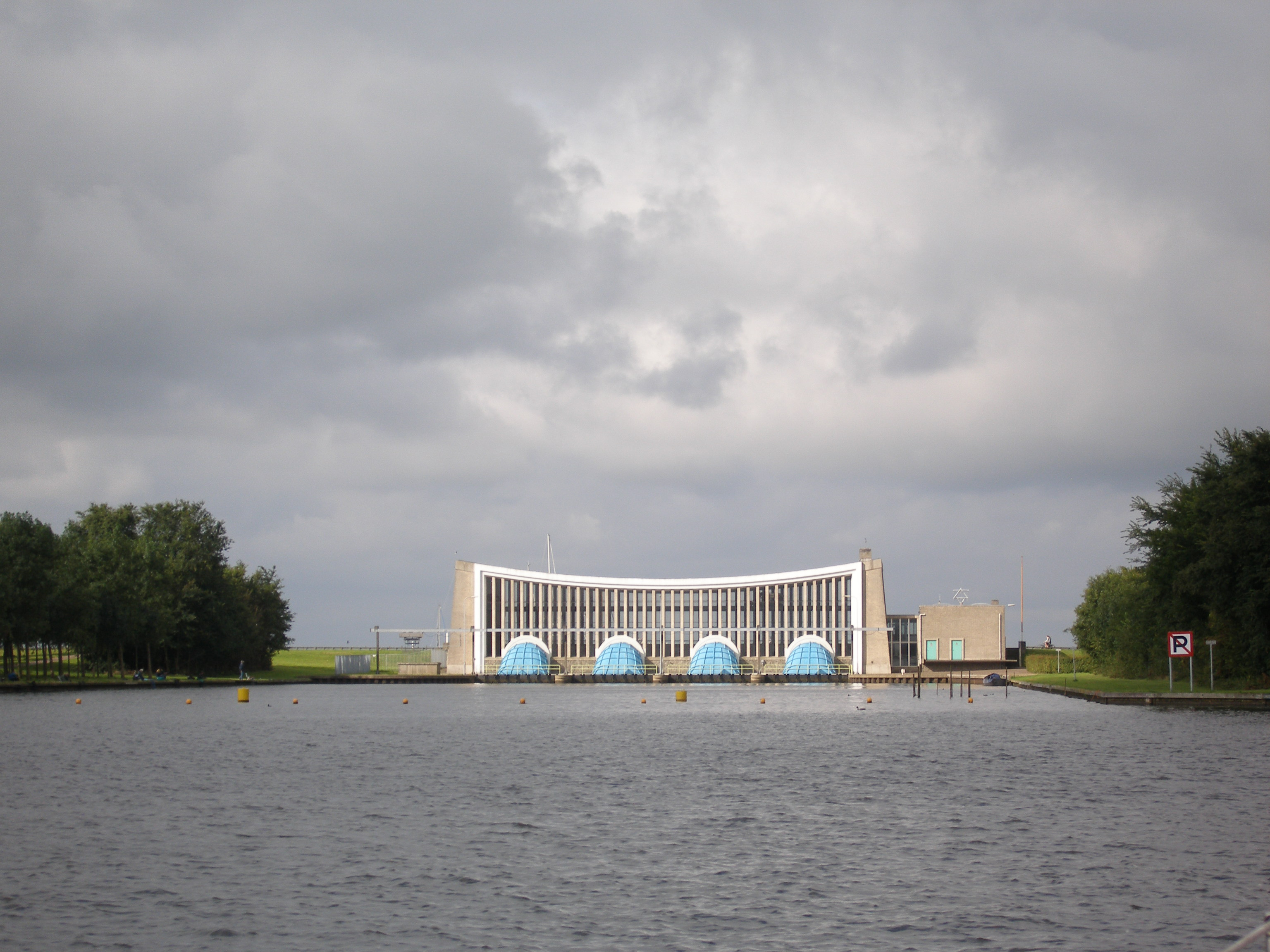
Het gemaal, gezien vanaf de boezem